# Orthotrichum incrassatum
Orthotrichum incrassatum är en bladmossart som beskrevs av Jette Lewinsky 1993. Orthotrichum incrassatum ingår i släktet hättemossor, och familjen Orthotrichaceae. Inga underarter finns listade i Catalogue of Life.